# Licaria colombiana
Licaria colombiana är en lagerväxtart som beskrevs av Van der Werff. Licaria colombiana ingår i släktet Licaria och familjen lagerväxter. Inga underarter finns listade i Catalogue of Life.